# Kostel svatého Filipa a Jakuba (Pavlov)
Kostel svatého Jakuba a Filipa se nachází v centru obce Pavlov. Je to farní kostel římskokatolické farnosti Pavlov u Radostína nad Oslavou. Jde o jednolodní obdélnou barokní stavbu s gotickým jádrem s pravoúhlým kněžištěm, přistavěnou sakristií a samostatnou zvonicí. V 15. století získal opevněnou zeď. Kostel je chráněn jako kulturní památka České republiky.

## Historie
Kostel byl postaven v gotickém slohu na konci 13. století, v 15. století byl opevněn, byla přistavěna zeď ve tvaru hradeb. Později byl barokně rozšířen, přistavěn byl v roce 1792. Na počátku 17. století byla do kostela pořízena dřevěná kazatelna s plastikami čtyř evangelistů. Na konci 18. století byl kostel opět rozšířen, byla přistavěna samostatně stojící věž a také farní budova. V roce 1810 byl také u kostela vztyčen kříž. Kolem roku 1930 byla navýšena ohradní zeď, v tom roce byla navýšena pouze cihlovou nástavbou, původní část byla postavena z kamení. Mezi roky 2011 a 2013 byl řešen projekt obnovy interiéru kostela, později se připravují obnovy zdí areálu kostela a obnova samostatné věže. V roce 2015 byla rekonstruována kazatelna.

## Galerie

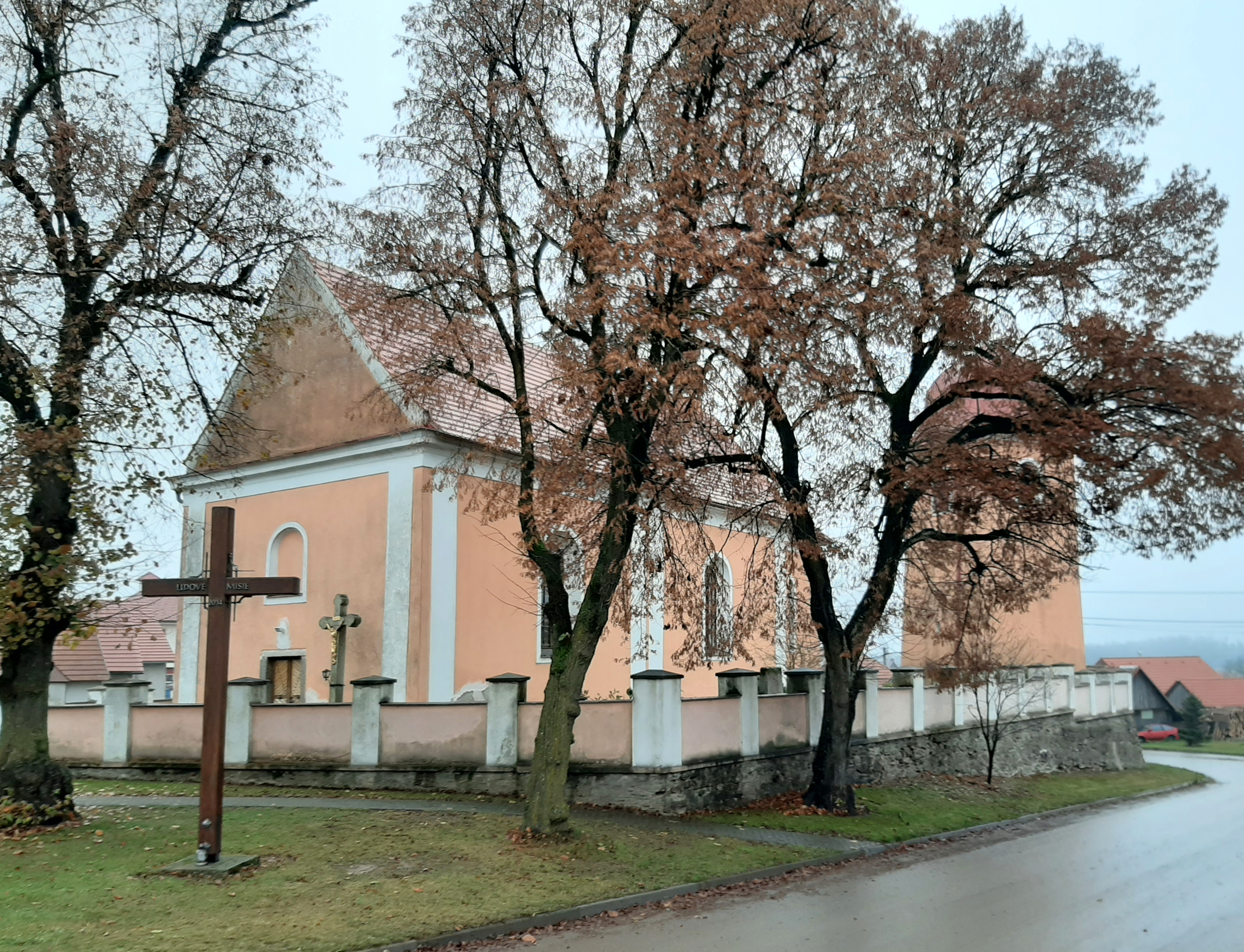
pohled od západu
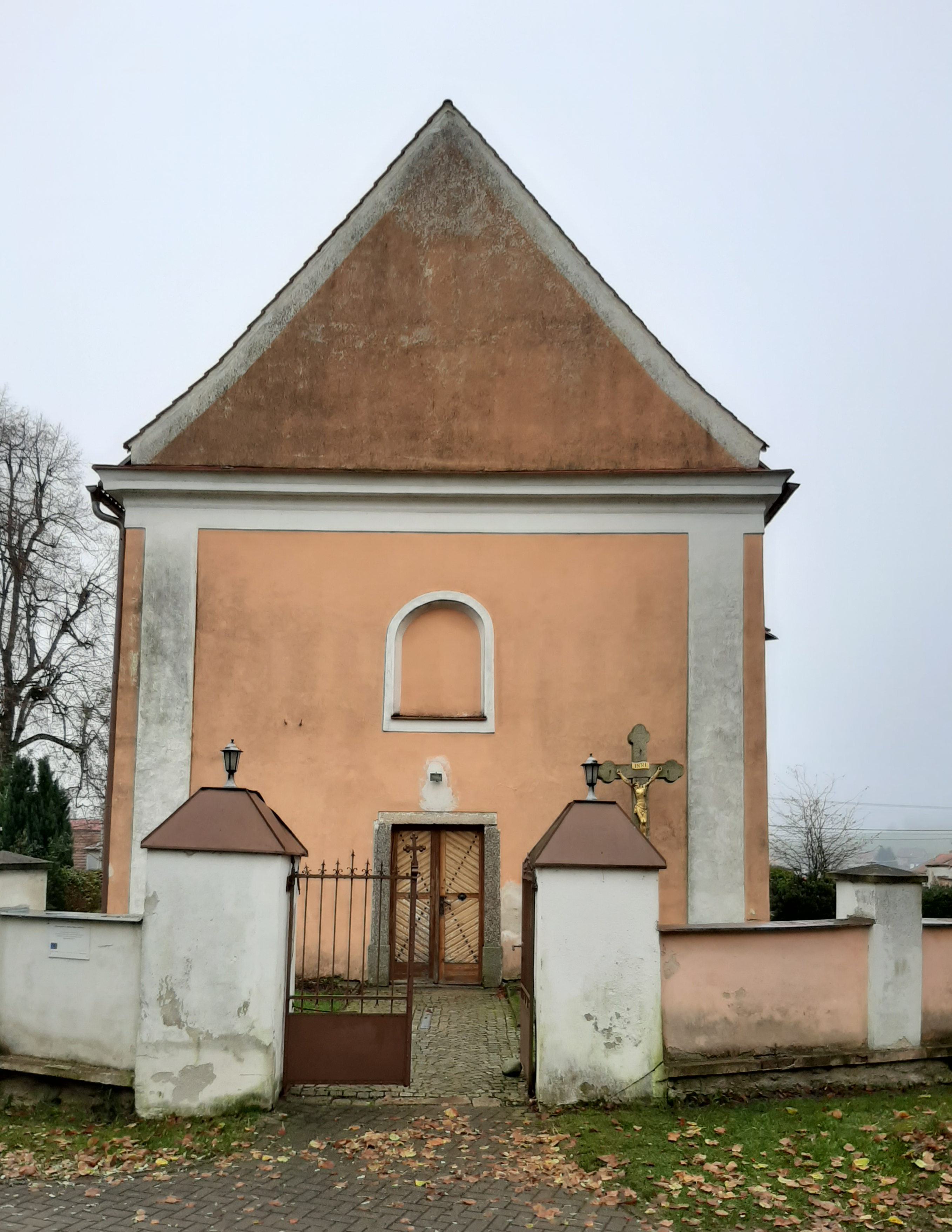
západní průčelí
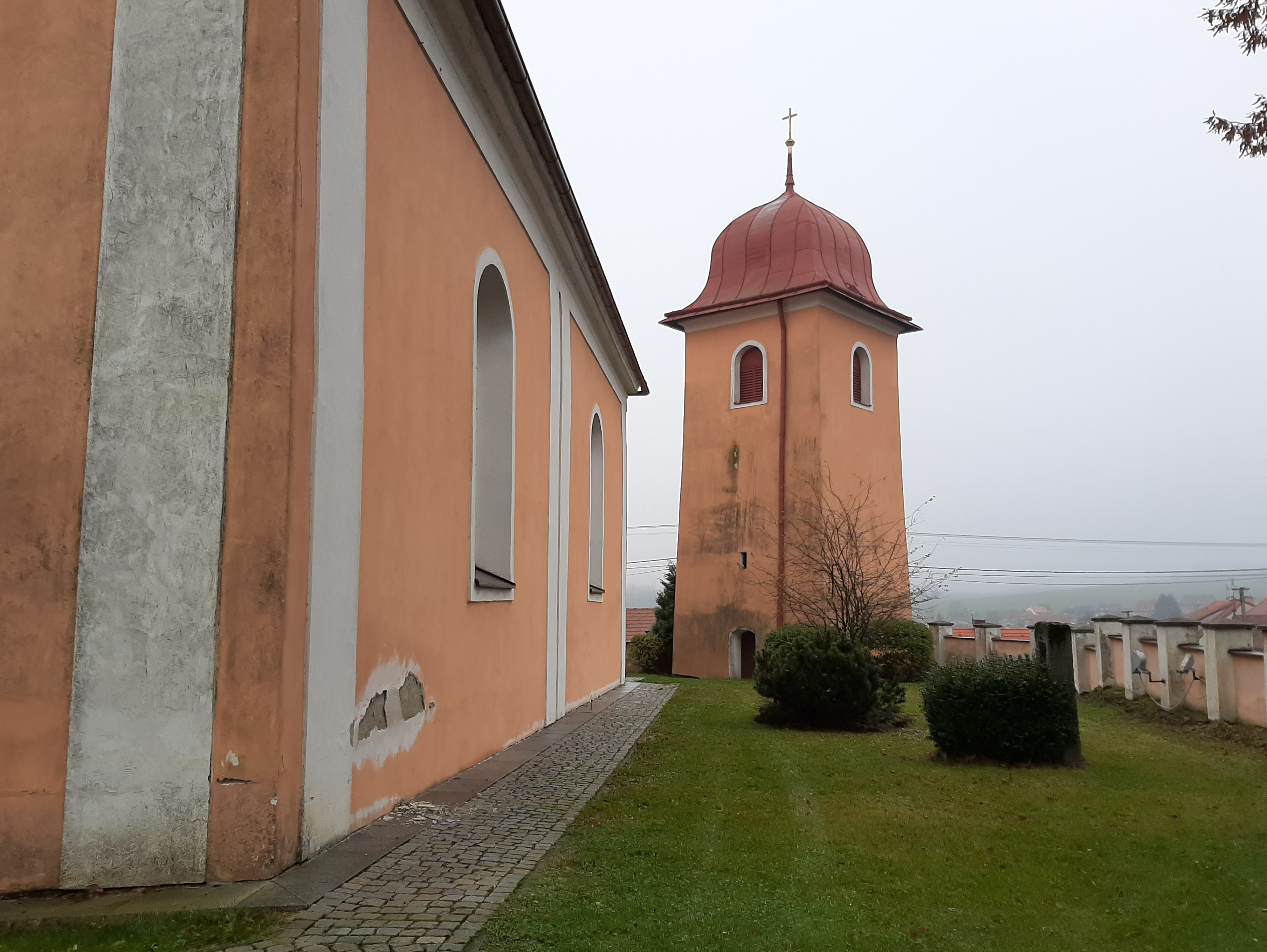
kostel a zvonice
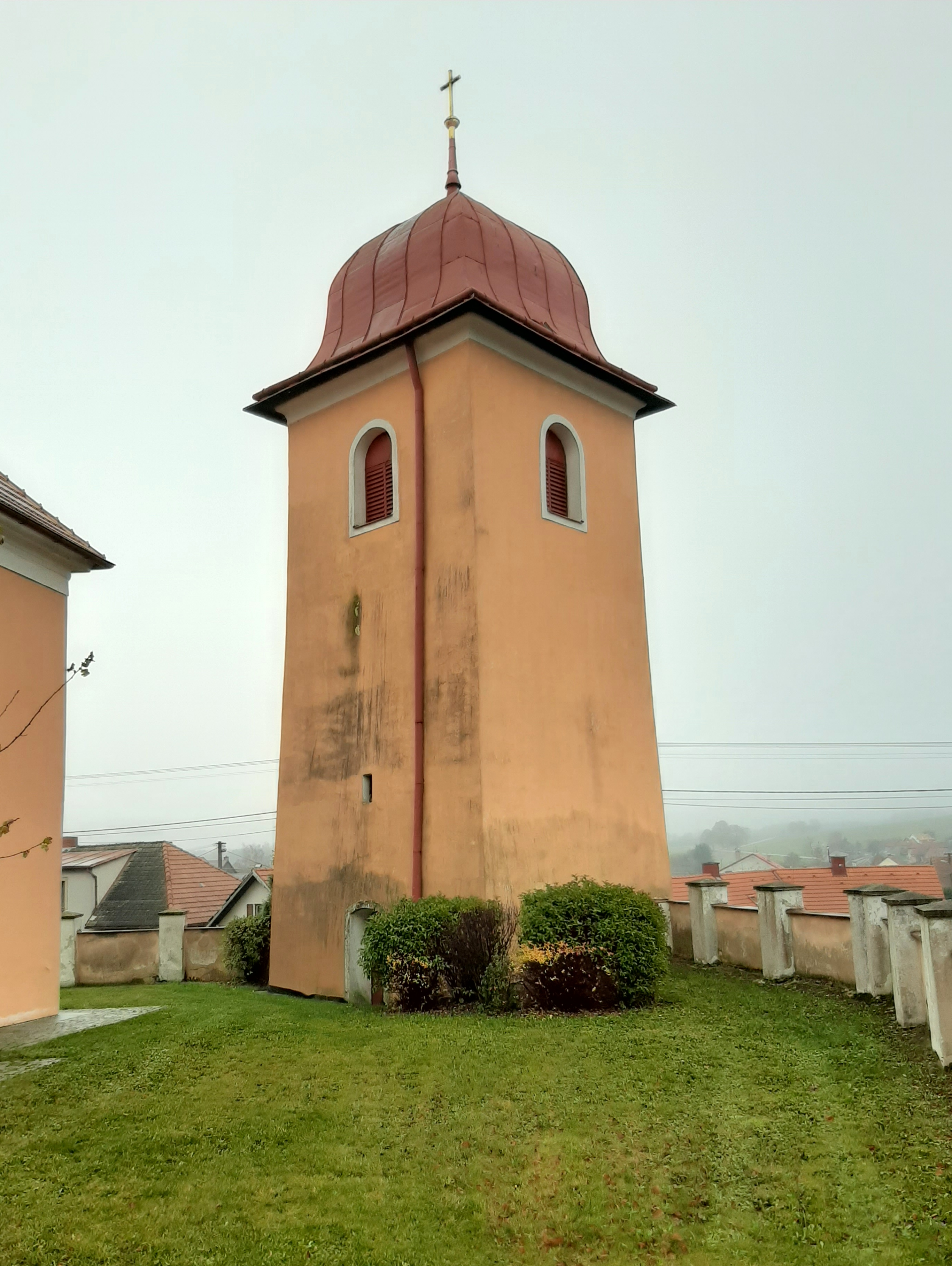
zvonice
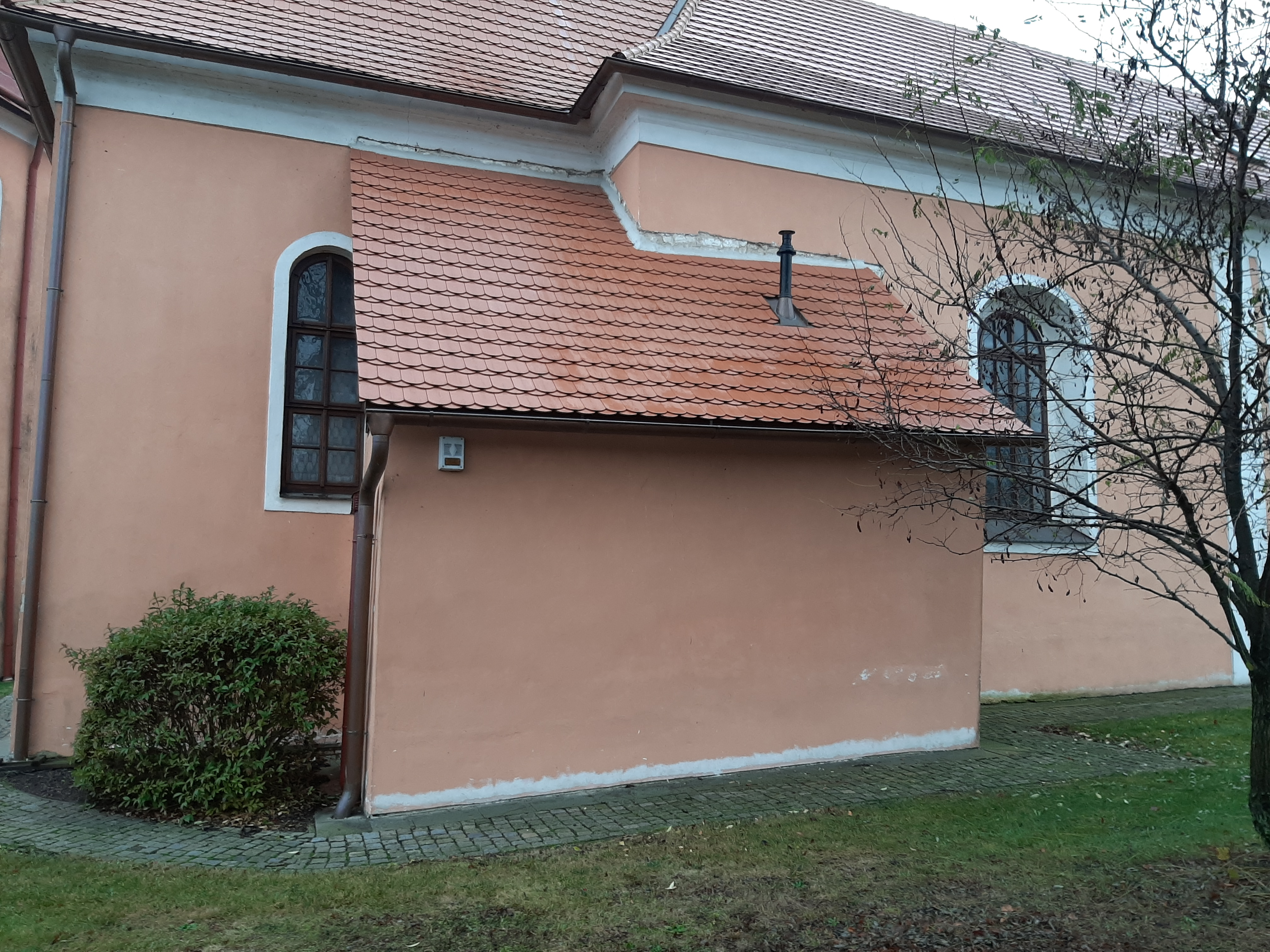
sakristie
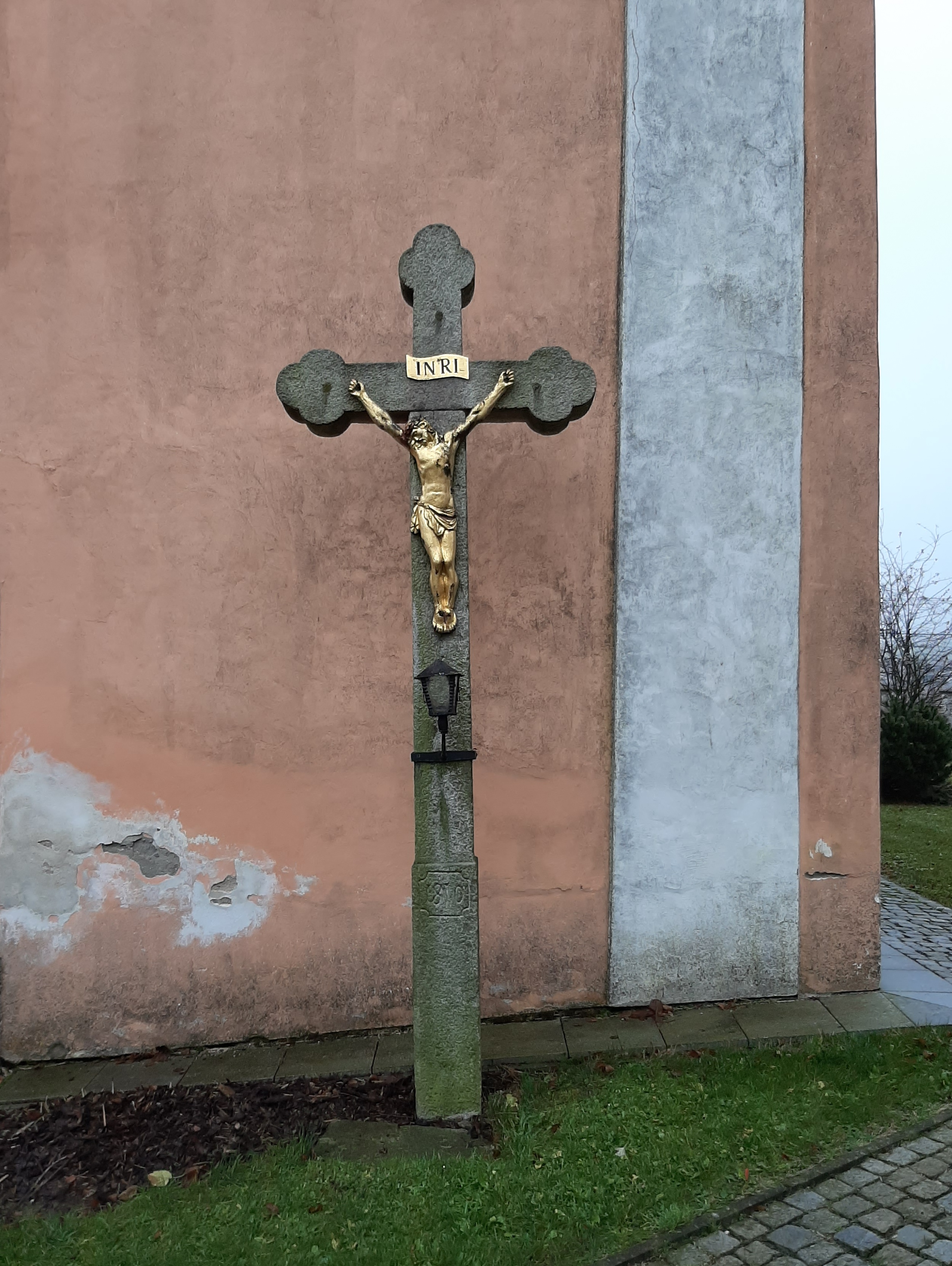
kříž z roku 1810